# Draft NFL 1980
Il Draft NFL 1980 si è tenuto dal 28 al 29 aprile 1980. La lega tenne anche un draft supplementare prima dell'inizio della stagione regolare. Questo fu il primo draft ad essere trasmesso interamente in diretta da ESPN.

## Primo giro
|  | = Pro Bowler |

|  | = Hall of Famer |

| Scelta | Squadra              | Giocatore        | Ruolo            | College                       |
| ------ | -------------------- | ---------------- | ---------------- | ----------------------------- |
| 1      | Detroit Lions        | Billy Sims       | Running back     | University of Oklahoma        |
| 2      | New York Jets        | Johnny Lam Jones | Wide receiver    | University of Texas at Austin |
| 3      | Cincinnati Bengals   | Anthony Muñoz    | Offensive tackle | USC                           |
| 4      | Green Bay Packers    | Bruce Clark      | Defensive tackle | Penn State University         |
| 5      | Baltimore Colts      | Curtis Dickey    | Running Back     | Texas A&M University          |
| 6      | St. Louis Cardinals  | Curtis Greer     | Defensive end    | University of Michigan        |
| 7      | Atlanta Falcons      | Junior Miller    | Tight end        | University of Nebraska        |
| 8      | New York Giants      | Mark Haynes      | Defensive back   | University of Colorado        |
| 9      | Minnesota Vikings    | Doug Martin      | Defensive Tackle | University of Washington      |
| 10     | Seattle Seahawks     | Jacob Green      | Defensive End    | Texas A&M University          |
| 11     | Kansas City Chiefs   | Brad Budde       | Guard            | USC                           |
| 12     | New Orleans Saints   | Stan Brock       | Offensive Tackle | University of Colorado        |
| 13     | San Francisco 49ers  | Earl Cooper      | Running Back     | Rice University               |
| 14     | New England Patriots | Roland James     | Defensive Back   | University of Tennessee       |
| 15     | Oakland Raiders      | Marc Wilson      | Quarterback      | Brigham Young University      |
| 16     | Buffalo Bills        | Jim Ritcher      | Center           | North Carolina State          |
| 17     | Los Angeles Rams     | Johnnie Johnson  | Defensive Back   | University of Texas at Austin |
| 18     | Washington Redskins  | Art Monk         | Wide Receiver    | Syracuse University           |
| 19     | Chicago Bears        | Otis Wilson      | Linebacker       | University of Louisville      |
| 20     | San Francisco 49ers  | Jim Stuckey      | Defensive Tackle | Clemson University            |
| 21     | Miami Dolphins       | Don McNeal       | Defensive Back   | Università dell'Alabama       |
| 22     | Tampa Bay Buccaneers | Ray Snell        | Guard            | Wisconsin                     |
| 23     | Philadelphia Eagles  | Roynell Young    | Defensive Back   | Alcorn State University       |
| 24     | Baltimore Colts      | Derrick Hatchett | Defensive Back   | University of Texas at Austin |
| 25     | New England Patriots | Vagas Ferguson   | Running Back     | Notre Dame                    |
| 26     | Green Bay Packers    | George Cumby     | Linebacker       | University of Oklahoma        |
| 27     | Cleveland Browns     | Charles White    | Running Back     | USC                           |
| 28     | Pittsburgh Steelers  | Mark Malone      | Quarterback      | Arizona State University      |

## Hall of famer
Alla stagione 2015, tre giocatori della classe del 1980 sono stati inseriti nella Pro Football Hall of Fame
- Anthony Muñoz, Offensive tackle dalla University of Southern California, scelto nel primo giro come terzo assoluto Cincinnati Bengals.

Induzione: Professional Football Hall of Fame, classe del 1998.
- Dwight Stephenson, Centro dalla University of Alabama, scelto nel secondo giro come 48º assoluto Miami Dolphins.

Induzione: Professional Football Hall of Fame, classe del 1998.
- Art Monk, Wide receiver dalla Syracuse University, scelto nel primo giro come 18º assoluto Washington Redskins.

Induzione: Professional Football Hall of Fame, classe del 2008.